# Baby It's You (canção de JoJo)
"Baby It's You" é uma canção da cantora americana JoJo, com o rapper americano Bow Wow. Escrito por Harvey Mason Jr., Damon Thomas, Eric Dawkins e Antonio Dixon, e produzido por The Underdogs, a canção foi lançada em 6 de setembro de 2004 como o segundo single de JoJo do seu auto-intitulado álbum de estreia. Alcançou o número 22ª posição na Billboard Hot 100 e o número oito no UK Singles Chart. JoJo cantou a música no programa All That, em 2005.

## Informações da música
A versão single, que também pode ser encontrado na versão do álbum no Reino Unido e Japão, contém a participação do rapper Bow Wow, que também participa do clipe. Em 2005, a atriz Alyson Stoner gravou um cover de "Baby It's You". A música contém amostras da canção "Make It Clap" de Sean Paul e Busta Rhymes.

## Videoclipe
Dirigido por Erik White no fim de semana de 07 de agosto de 2004 foi filmado no parques de diversão Six Flags Magic Mountain e Hurricane Harbor. A maioria das cenas foram filmados na frente da área de jogo do Center Ring e outras cenas apresentam algumas montanhas-russas. Teve sua estréia no TRL da MTV em 7 de setembro, chegou 4ª posição e ficou 23 dias na parada, e também estreou no programa 106 & Park da BET em 12 de outubro de 2004.

## Singles
UK CD 1
1. "Baby It's You" (featuring Bow Wow) – 3:36
2. "Baby It's You" (Full Phatt Street Mix) – 3:28

UK CD 2 and Australian CD single
1. "Baby It's You" (featuring Bow Wow) – 3:36
2. "Baby It's You" (Full Phat Street Mix) – 3:28
3. "Leave (Get Out)" (Copenhaniacs Remix) – 3:50
4. "Leave (Get Out)" (Funky Angelz Remix) – 4:15
5. "Baby It's You" (featuring Bow Wow) (Video) – 3:39

European CD single
1. "Baby It's You" (featuring Bow Wow) – 3:42
2. "Leave (Get Out)" (Hip Hop Club Mix) – 3:50
3. "Baby It's You" (Album Version) – 3:11
4. "Leave (Get Out)" (Video) – 4:02

European Pock It! CD single
1. "Baby It's You" (featuring Bow Wow) – 3:36
2. "Leave (Get Out)" (Album Version) – 4:02

UK promo CD single
1. "Baby It's You" (featuring Bow Wow) – 3:36
2. "Baby It's You" (Album Version) – 3:11